# Begoña Errazti

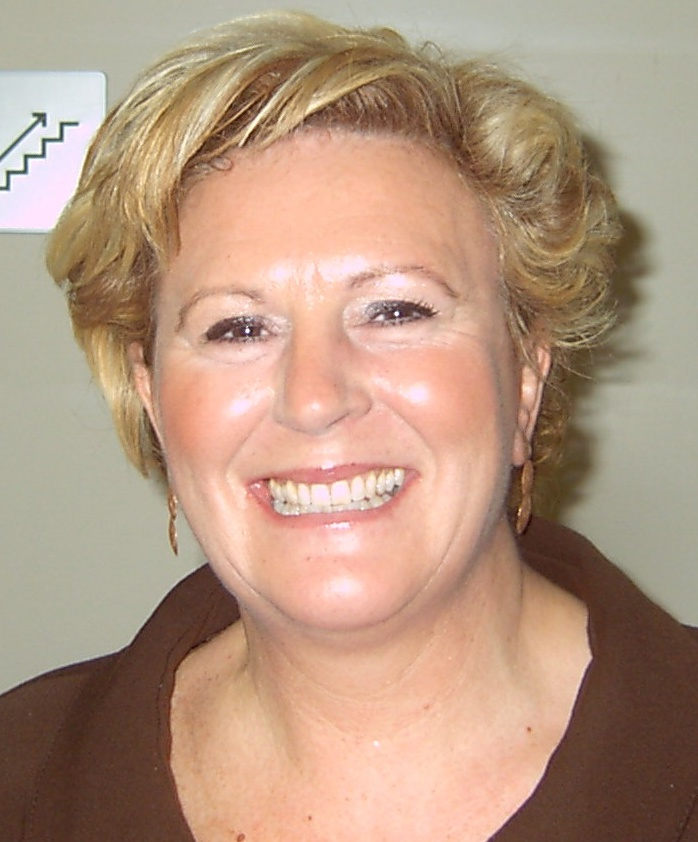
Begoña Errazti

Begoña Errazti Esnal [be'ɣoɲa e'rasti] (* 22. August 1957 in Barakaldo, Provinz Bizkaia im spanischen Baskenland) ist eine baskische Politikerin. Von 1999 bis 2007 war sie die Vorsitzende der baskisch-nationalistischen Partei Eusko Alkartasuna.
Begoña Errazti, die ihren Wohnsitz in Navarra hat, war Vorsitzende des Verbandes navarresischer Baskischschulen und setzte sich für die Rechte der Baskischsprecher in Navarra, den Schutz und die Wiederherstellung der Baskischen Sprache in Navarra ein. Von 1995 bis 2003 war sie die Sprecherin der Eusko Alkartasuna-Fraktion im navarresischen Parlament.
1999 löste Errazti den ehemaligen baskischen Ministerpräsidenten Carlos Garaikoetxea als Parteivorsitzenden von Eusko Alkartasuna ab.